# Klondike
64°3′45″N 139°25′50″V / 64.06250°N 139.43056°V
 For alternative betydninger, se Klondike (flertydig). (Se også artikler, som begynder med Klondike)
Klondike er navnet på et legendarisk guldgraverområde i det canadiske territorium Yukon. Klondike er navngivet efter floden Klondike, en mindre biflod til Yukonfloden. Området ligger øst for den lige så legendariske guldgraverby Dawson. Begge byer er kendt og berygtet fra en række film og fortællinger om guldfeberen sidst i det 19. århundrede.
I Anders And-universet er Klondike kendt som stedet, hvor Joakim von And lagde grunden til sin formue.
Ordet klondike betegner på dansk også et område eller kvarter bestående af tilfældigt opførte huse uden nogen overordnet plan.